# Lekity
Lekity (deutsch Lekitten) ist ein Ort in der polnischen Woiwodschaft Ermland-Masuren. Er gehört zur Gmina Jeziorany (Stadt-und-Land-Gemeinde Seeburg) im Powiat Olsztyński (Kreis Allenstein).

## Geographische Lage
Lekity liegt in der nördlichen Mitte der Woiwodschaft Ermland-Masuren, 32 Kilometer südwestlich der ehemaligen Kreisstadt Rößel (polnisch Reszel) bzw. 24 Kilometer nordöstlich der heutigen Kreismetropole und auch Woiwodschaftshauptstadt Olsztyn (deutsch Allenstein).

## Geschichte
Am 19. Juni 1358 erfolgt in Leckitten (so der Ortsname vor 1785) die Verschreibung von Land an mehrere Prußen, wodurch das Dorf seine Gründung erfährt. 1785 wurde Leckitten als köllmisches Dorf mit 21 Feuerstellen erwähnt, 1820 als ebensolches mit 28 Feuerstellen bei 151 Einwohnern.
Im Jahre 1874 wurde die Landgemeinde Lekitten in den neu gebildeten Amtsbezirk Krokau (polnisch Krokowo) im ostpreußischen Kreis Rößel eingegliedert, dem das Dorf bis 1945 angehörte.
191 Einwohner waren 1885 in Lekitten ansässig, 1910 waren es 183. Nachdem am 30. September 1928 der Gutsbezirk Kunkendorf (polnisch Kalis) eingemeindet worden war, belief sich die Einwohnerzahl von Lekitten 1933 auf 202 und 1939 auf 199.
Im Jahre 1945 kam das gesamte südliche Ostpreußen in Kriegsfolge zu Polen – und mit ihm das Dorf Lekitten, das die polnische Namensform „Lekity“ erhielt. Heute ist der kleine Ort Teil der Stadt- und Landgemeinde Jeziorany (Seeburg) im Powiat Olsztyński (Kreis Allenstein), von 1975 bis 1998 der Woiwodschaft Olsztyn, seither der Woiwodschaft Ermland-Masuren zugehörig. 77 Einwohner zählte Lekity im Jahre 2022.

## Kirche
Bis 1945 war Lekitten in die evangelische Kirche Seeburg (Ostpreußen) (Jeziorany) in der Kirchenprovinz Ostpreußen der Kirche der Altpreußischen Union, außerdem in die römisch-katholische St.-Bartholomäus-Kirche der Stadt Seeburg im damaligen Bistum Ermland eingepfarrt.
Lekity gehört auch heute noch zur römisch-katholischen St.-Bartholomäus-Pfarrei in Jeziorany, das nun im Erzbistum Ermland liegt. Die evangelischen Einwohner sind jetzt der Christus-Erlöser-Kirche Olsztyn (Allenstein) in der Diözese Masuren der Evangelisch-Augsburgischen Kirche in Polen zugeordnet.

## Verkehr
Lekity liegt an einer Nebenstraße, die von Jeziorany (Seeburg) an der Woiwodschaftsstraße 593 über Derc (Derz) bis nach Studnica (Schönborn) führt. In Lekity wird diese Straße durch eine andere Nebenstraße gekreuzt, die von Krokowo (Krokau) nach Kalis (Kunkendorf) verläuft.
Eine Anbindung an den Bahnverkehr besteht nicht.